# 脇田直枝
脇田 直枝（わきた なおえ、1937年2月11日 - ）は、コピーライター、AXNエンタテインメント放送番組審議会委員、東京都出身。

## 略歴・人物
早稲田大学を卒業後、森永乳業へ入社。早大の同窓生には、作家の阿刀田高がいる。その後、フリーを経て、電通へ入り、後に電通EYE社長となった。女性だけの広告代理店(株)電通EYEを、電通が時代に合わせて作ることとなり、最初は専務取締役として就任。後に、代表取締役社長ヘ就任。少数精鋭を好み、徒党を組むことを嫌い、(株)電通EYEを大きくしたが、時代の変貌と、自らの年齢により、退任。脇田直枝の退任と同時に、(株)電通EYEも解散した。
過去に手がけた広告コピーで有名なものに集英社から刊行されていた雑誌「COSMOPOLITAN」の発売キャンペーン広告、「この雑誌には、エクスタシーがある。」、読売光と愛の事業団が主催したアフリカ飢餓救済募金キャンペーンの「わたしは農婦」、味の素AGF（当時は味の素ゼネラルフーヅ、略してAGF）の「ゆとりすと」などがある。
| スタブアイコン | サブスタブ | この項目は、まだ閲覧者の調べものの参照としては役立たない、文人（小説家・詩人・歌人・俳人・作詞家・作家・放送作家・随筆家（コラムニスト）・文芸評論家）に関連した書きかけの項目です。この項目を加筆・訂正などしてくださる協力者を求めています（P:文学/PJ:作家）。 |